# Kangosenoja
De Kangosenoja, Zweeds voor beek bij Kangos, is een beek in het noorden van Zweden gemeente, die uit een moeras komt. De beek is een voortzetting van de Hulhmeenoja, waar deze met de Syväoja samenkomt. De Kangosenoja komt door de gemeente Pajala, stroomt verder naar het oosten en komt iets ten zuiden van Kangos in de Lainiorivier uit. Hulhmeenoja en Kangosenoja zijn samen 15 kilometer lang.
Afwatering: Hulhmeenoja → Kangosenoja → Lainiorivier → Torne → Botnische Golf